# يون باولي اولسن
يون باولي اولسن (بالدنماركية: Jón Pauli Olsen)‏ هو لاعب كرة قدم ومدرب كرة قدم دنماركي في مركز الهجوم، ولد في 17 أغسطس 1968 في Vágur ‏ في جزر فارو. لعب مع FC Suðuroy ‏.